# Pairara
Pairara ist ein osttimoresisches Suco im Verwaltungsamt Lautém (Gemeinde Lautém).

## Geographie

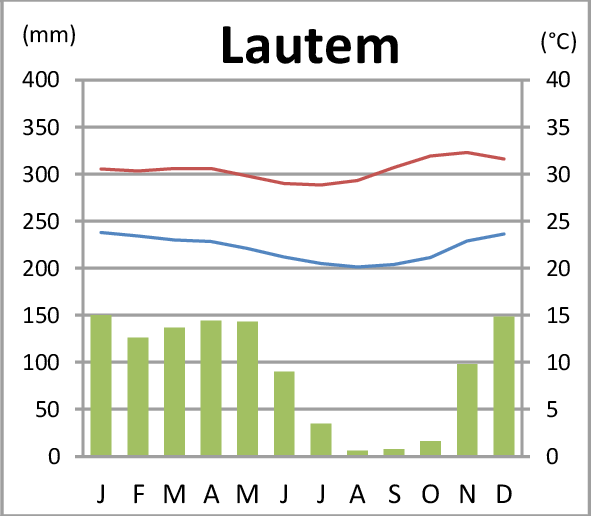
Klimadiagramm vom Ort Lautém

Pairara liegt an der Nordküste Timors an der Straße von Wetar. Im Nordosten grenzt es an den Suco Parlamento, im Nordwesten über die Mündung des Flusses Malailada an den Suco Baduro, im Westen an den Suco Maina I und im Süden an den Suco Raça des Verwaltungsamts Lospalos. Im Südosten reicht Pairara auf das Plateau von Nári. Pairara hat eine Fläche von 26,77 km². Bei der Gebietsreform 2015 wurden die Grenzen von Pairara nicht wesentlich geändert. Einige Anpassungen gab es an der Grenze zu Maina I.
In Pairaras äußersten Nordosten liegt an der Küste der Ort Lautém, der Namensgeber der Gemeinde. Die Einwohnerzahl vom Ort Lautém wird für 2006 mit 3157 Einwohnern angegeben. Die höhere Einwohnerzahl des Ortes im Vergleich zum gesamten Suco kann nicht erklärt werden. Quellen, die den Widerspruch begründen, sind bisher nicht verfügbar.
Der Ort Pairara liegt im Norden des Sucos auf einer Meereshöhe von 336 m. In direkter Nachbarschaft zu Pairara liegt nördlich der Ort Levono (Levano, Lebo Onu). Andere Quellen setzen die Orte gleich. Pairara verfügt über eine Grundschule.
Im Nordwesten liegt an der Küste das Dorf Tamitaro (Tamitaru). An der Südwestgrenze des Sucos liegt der Ort Puno. Auch hier gibt es eine Grundschule, ebenso in Lautém. Dieses verfügt zusätzlich über eine Sekundärschule, eine vorbereitende Schule für die sekundäre Stufe und ein kommunales Gesundheitszentrum. Außerhalb befindet sich ein Hubschrauberlandeplatz. Entlang dem Meer verläuft die nördliche Küstenstraße, eine der wichtigsten Verkehrswege des Landes. Beim Ort Lautém zweigt von ihr die Straße zur Gemeindehauptstadt Lospalos ab, die westlich des Ortes Pairara den Suco passiert. Nachdem sie einen Bogen in Maina I gezogen hat, verläuft sie vorbei an Puno entlang der Sucogrenze im Südwesten, bevor sie in das Verwaltungsamt Lospalos führt.
In Pairara befinden sich die vier Aldeias Caporo, Ira-Tchau, Levono und Puno.

## Einwohner
Im Suco Pairara leben 2.737 Einwohner (2022), davon sind 1.392 Männer und 1.345 Frauen. Im Suco gibt es 477 Haushalte. Fast 84 % der Einwohner geben Fataluku als ihre Muttersprache an. Fast 10 % sprechen Makasae, 5,5 % Tetum Prasa, Minderheiten Bekais.

## Geschichte

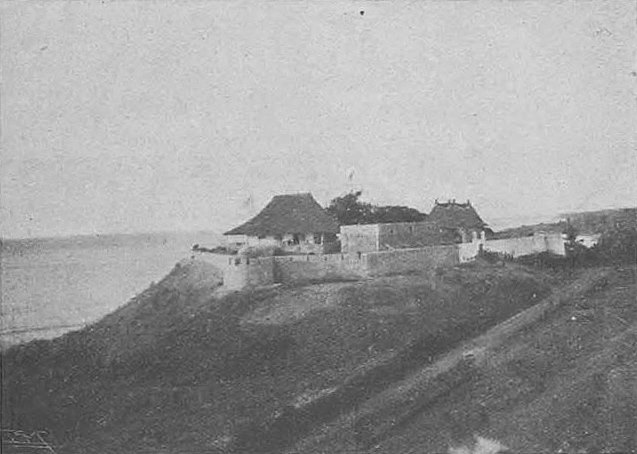
Festung von Lautém (1917)

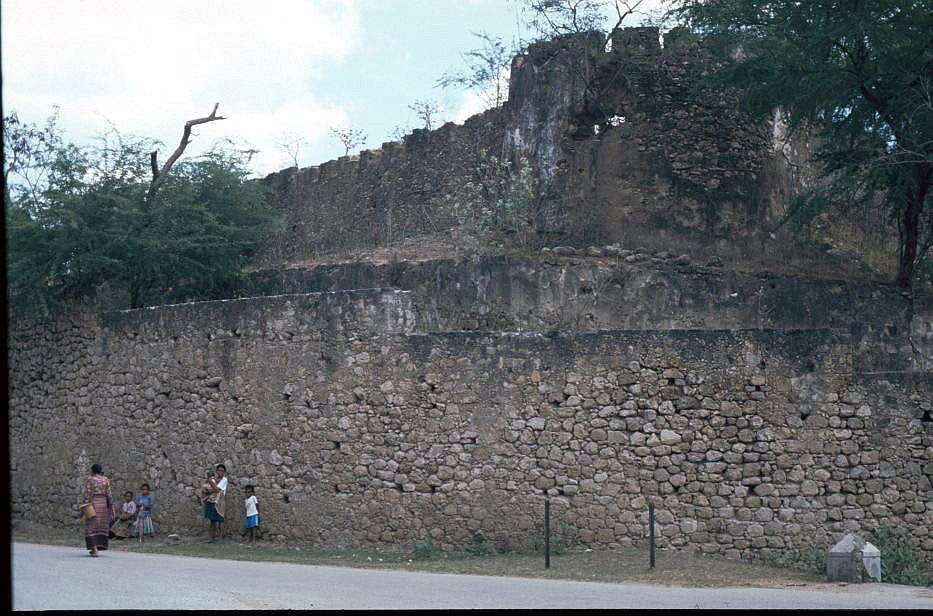
Festung von Lautém (2003)

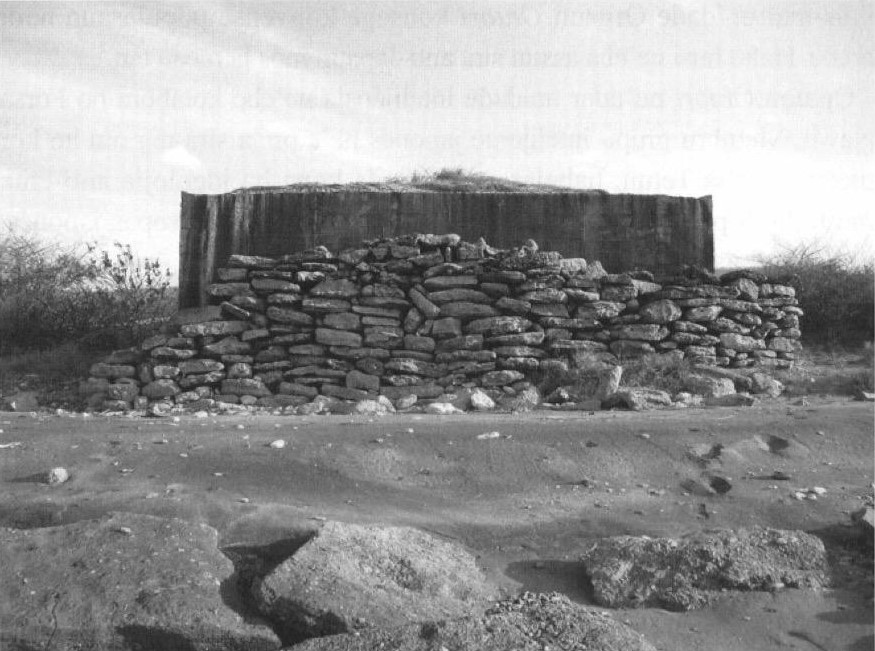
Der japanische Bunker beim Ort Lautém

Ein Überbleibsel aus der Kolonialzeit ist eine weiße, portugiesische Residenz aus dem 18. oder 19. Jahrhundert. Sie besteht aus drei Gruppen festungsartiger Gebäude, auf einem Hügel im Ort, die von Gärten mit Brunnen umgeben sind. Daneben stehen auf dem Hügel eine ehemalige Kirche, Gebäude für die Dienerschaft und Baracken. Von hier aus kann man bis zur Bandasee blicken. Umgeben ist das Areal von einer Mauer, in der man noch die Schießscharten für die Kanonen sehen kann. Die südwestlichste Gruppe besteht aus dem Verwaltungsgebäude und den Nebengebäuden; einige Meter nordöstlich befinden sich das Telefonhäuschen und ein langes Gebäude, in dem sich das Sekretariat und die Waffenkammer befanden. Die zweite festungsartige Anlage befindet sich nördlich des Postens mit Blick auf den Ort. Dieses dient inzwischen als Schule. Die dritte Gruppe liegt nördlich der Schule und direkt oberhalb des Strandes. Zu ihr gehören das alte Krankenhaus und das koloniale Gefängnis.
Auch die japanischen Besatzer, während des Zweiten Weltkriegs, hinterließen in der Residenz ihre Spuren. In dieser Zeit hatte Lautém etwa 500 Einwohner, neben Timoresen auch Portugiesen und Chinesen. Es war ein wichtiger Marktplatz mit einem eigenen Ankerplatz, der vor den Ostmonsun schützt. Von hier aus wurden Tierhäute, Holz, Kopra, Öl, Reis und Mais verschifft. Den größte Teil des Ortes bildeten zehn chinesische Geschäfte und etwa 20 timoresische Häuser. Östlich der Geschäfte gab es eine Reihe von Steinhäusern der portugiesischen Beamten und weiter östlich ein steinernes Zollhaus und einen Friedhof. Auf den Ebenen im Tal lagen ausgedehnte Gemüsegärten. Zu den Hauptprodukten gehörten Mais und Süßkartoffeln.
Am 15. November 1942 landeten Einheiten der 48. japanischen Division am Strand mit Landungsbooten. Die portugiesische Bevölkerung blieb zunächst von Repressalien verschont, doch in der Nacht auf den 16. November warnte ein Dorfvorsteher den Verwalter, dass Männer der Colunas Negras auf dem Weg nach Lautém seien und drohten alle Portugiesen dort zu töten. Der Verwalter und seine Frau trauten dem Rat und folgten dem Vorsteher in seinen 15 Kilometer entfernten Suco, das an Luro grenzte. Dort wurden die beiden Europäer gefesselt, gefoltert und grausam ermordet. Auch die drei Deportados Antonio Teixeira, Mário Goncalves und Raul Monteiro wurden umgebracht. Nach dem was bekannt ist, hatten sich in diesem Fall weder die Japaner, noch andere Gruppen beteiligt. Es soll schlicht ein Racheakt dieser Timoresen für aus ihrer Sicht begangenes Unrecht gewesen sein.
Die japanischen Truppen in Lautém gehörten zur sogenannten „East Area Force“, die aus dem 1. und 2. Bataillon des 2. formosanischen Infanterieregiments und dem 4. Bataillon der 48. Division bestand. 1943 befand sich das Hauptquartier der „East Area Force“ fünf Kilometer außerhalb von Lautém, mit Oberst Toru Tanaka als Kommandeur. Bis zu 25.000 japanische Soldaten waren hier zeitweise stationiert. In der Gegend mussten etwa 500 Einheimische der benachbarten Inseln Moa, Lakor, Leti und Kisar für die Japaner vor allem Mais anbauen. Auch Trostfrauen aus Kisar, Java und Sulawesi lebten in Lautém. Sie wurden auch Opfer der alliierten Luftangriffe. Die japanischen Schiffe Wakatsu Maru und Genmei Maru wurden in der Nähe von Lautém versenkt. An Bord sollen sich 700 Frauen befunden haben, die auf Timor zur Prostitution in den Armeebordellen gezwungen werden sollten.
An der Küste bauten im April 1944 die Japaner Verteidigungsanlagen auf. Reste von einem Bunker findet man an der Küste östlich vom Ort Lautém (08° 21′ 31,3″ S, 126° 54′ 26,1″ O).
Am 7. Februar 1944 bombardierten 14 B-24 der australischen Luftwaffe die Japaner im Ort Lautém.
Nach der Unabhängigkeitserklärung Osttimors 1975 begann Indonesien mit einer großangelegten Invasion in das Nachbarland. Bis Oktober 1976 war auch der Ort Lautém und die Verbindungsstraße Richtung Lospalos unter indonesischer Kontrolle.

## Politik
Bei den Wahlen von 2004/2005 wurde Acacio da Cruz zum Chefe de Suco gewählt und 2009 und 2016 in seinem Amt bestätigt.

## Persönlichkeiten
- Pedro do Carmo Vieira, Liurai von Pairara in den 1970er Jahren
- Cláudio do Carmo Vieira (Bruder von Pedro), Bupati des Distrikts Lautém von 1976 bis 1984
- Amorim Vieira (* 1974), Kandidat bei den Präsidentschaftswahlen in Osttimor 2017